# اصل لذت (روان‌شناسی)
در روانکاوی فرویدی، اصل لذت (آلمانی: Lustprinzip) به خواهش لذت و پرهیز از رنج به‌صورت غریزی در راستای ارضای نیازهای روانی و زیستی گفته می‌شود. به‌طور خاص، اصل لذت نیروی محرکه‌ای است که نهاد (اید) را هدایت می‌کند.